# Amegilla pendleburyi
Amegilla pendleburyi es una especie de abeja excavadora perteneciente al género Amegilla, categorizada en la tribu Anthophorini, de la subfamilia Apinae.
Fue descrita científicamente por el naturalista inglés Theodore Dru Alison Cockerell en 1929. Aparece registrada y publicada en una sección de Discover Life bee species guide and world checklist (Hymenoptera: Apoidea: Anthophila) de Ascher, J. S. y J. Pickering de 2020.

## Distribución
La especie se distribuye por Asia, en Indonesia, Malasia y Tailandia.